# Ngadjunmaya
Ngadjunmaya är ett australiskt språk som talades av 10 personer år 1981. Ngadjunmaya talas i Väst-Australien. Ngadjunmaya tillhör de pama-nyunganska språken.